# Стадион Борд крикет граунд
Стадион Борд крикет граунд (енгл. Georgetown Cricket Club Ground, Bourda) је игралиште за крикет у Џорџтауну у Гвајани, које користи гвајански крикет тим за мечеве са другим нацијама на Карибима, као и за неке тест мечеве који укључују Западну Индију. Терен је један од два крикет стадиона на јужноамеричком копну и јединствено је окружен јарком због превенције поплава и одводњавања.

## Историја
Стадион се налази у Бурди у Џорџтауну у Гвајани између Риџент улице и Норт Рода и дом је Крикет клуба Џорџтаун (ГЦЦ). Терен подсећа на старе бејзбол стадионе, због својих конзолних трибина. Штанд за даме је приметан, али модернији, као што је штанд Рохан Канхаи, се добро уклапају. Најживљи део терена са свеприсутном музиком и ДЈ-евима је у Монду, незаштићеној области. Терен је 1930. назван „Камен темељац“ након утакмице против Енглеске.
Иако је публика страствена за свој крикет, они су такође међу најнестабилнијима, а мали нереди и инвазије на терен нису неуобичајене. Најгори инцидент је био 1979. године током СуперТест-а Светске серије у крикету када је павиљон опљачкан, а играчи су се сакрили у свлачионицама носећи своје кациге ради додатне заштите. Сличан инцидент би се десио 1999. године, када је Западна Индија угостила Аустралију, а Аустралији су биле потребне 3 за изједначење и 4 за победу. На последњој лопти меча, дошло је до инвазије на терен када је капитену Аустралијског тима Стеву Вогу, палица замало украдена из руку и меч се сматрао нерешеним. Након што Западна Индија није могла ништа више да уради, због чуњева који су украдени након што је Шејн Ворн успео у другом покушају да стигне у сигурну зону. Због негативне реакције публике, резултат је објављен тек након што су играчи напустили терен.
Стадион је био домаћин 30 тест утакмица и 10 такозваног „Једног интернационалног дана”. Четири од последњих пет тестова на терену су се завршила нерешено. Терен, који има капацитет од око 10.000, отворен 1884. године, играо је тест крикет од 1930. године и једини је стадион за крикет на свету који се налази испод нивоа мора. Земља има јарак око себе да заштити терен од поплава. То је најстарије земљиште на Карибима.
Утакмице крикета између Тринидада и ГЦЦ-а су се тамо играле већ 1883. године, а касније између ГЦЦ-а и тимова из Британије, 1895. и 1897. године. Стадион је био домћин Првог теста фебруара 1930. године против Енглеске, где су домаћи победили са 289 трчања и Џорџа Хедлија који је постигао стотку у сваком инингсу. Клајв Лојд и Рохан Канхај имају штандове назване по њима у Бурди.
Терен није био домаћин утакмица за Светско првенство у крикету 2007. године, пошто је изграђен нови стадион, стадион Провиденс. Гвајанске власти су, међутим, инсистирале да ће се Борда и даље користити за првокласни крикет.

## Фудбал
На Купу Кариба 2007. утакмице 2. квалификационог кола, група Х, одиграле су се у Борди.